# Botoșana (gmina)
Botoșana – gmina w Rumunii, w okręgu Suczawa. Obejmuje tylko jedną miejscowość Botoșana. W 2011 roku liczyła 2144 mieszkańców.